# Pfarrkirche St. Marienkirchen an der Polsenz

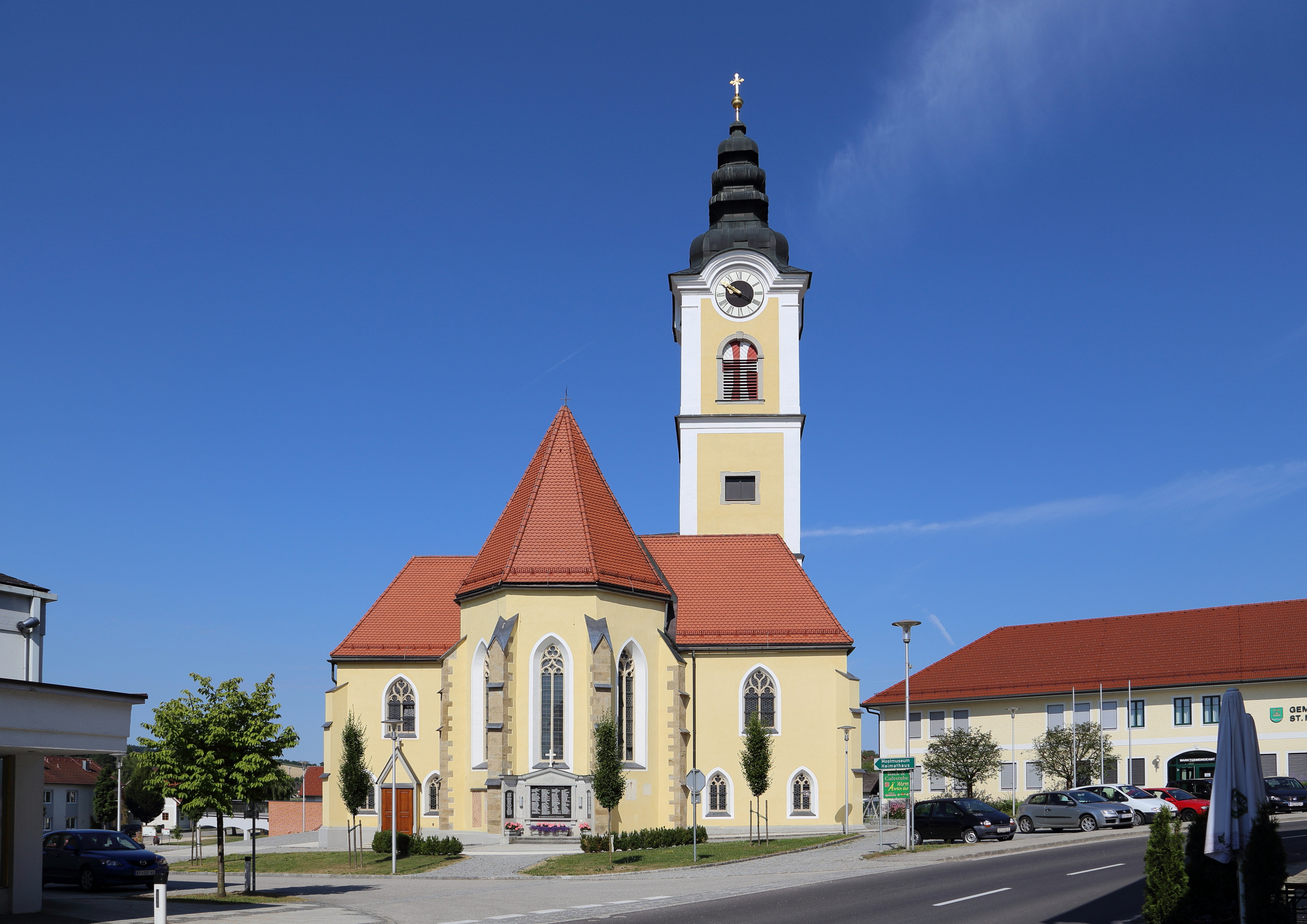
Kath. Pfarrkirche Mariæ Himmelfahrt

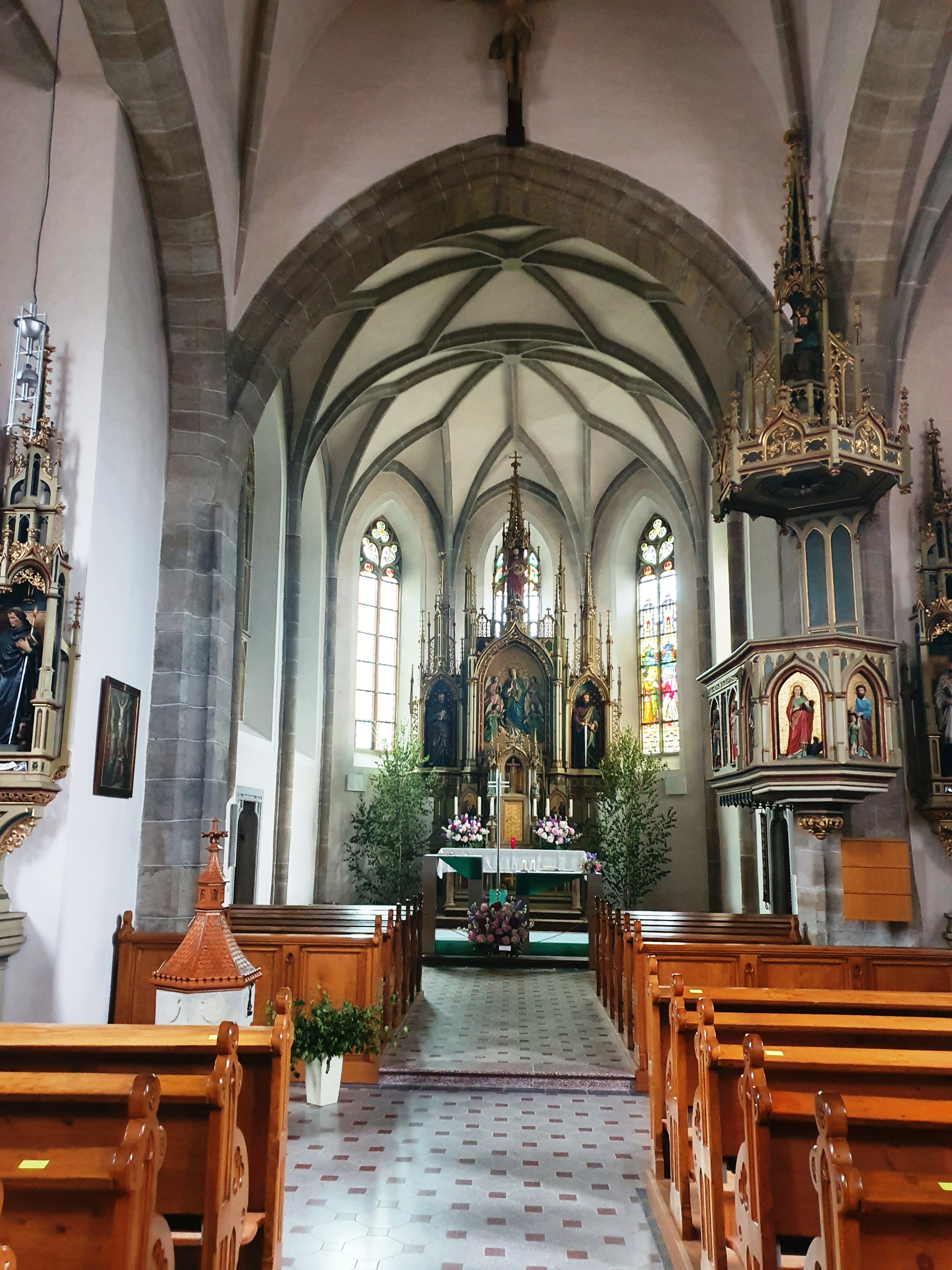
Hochaltar

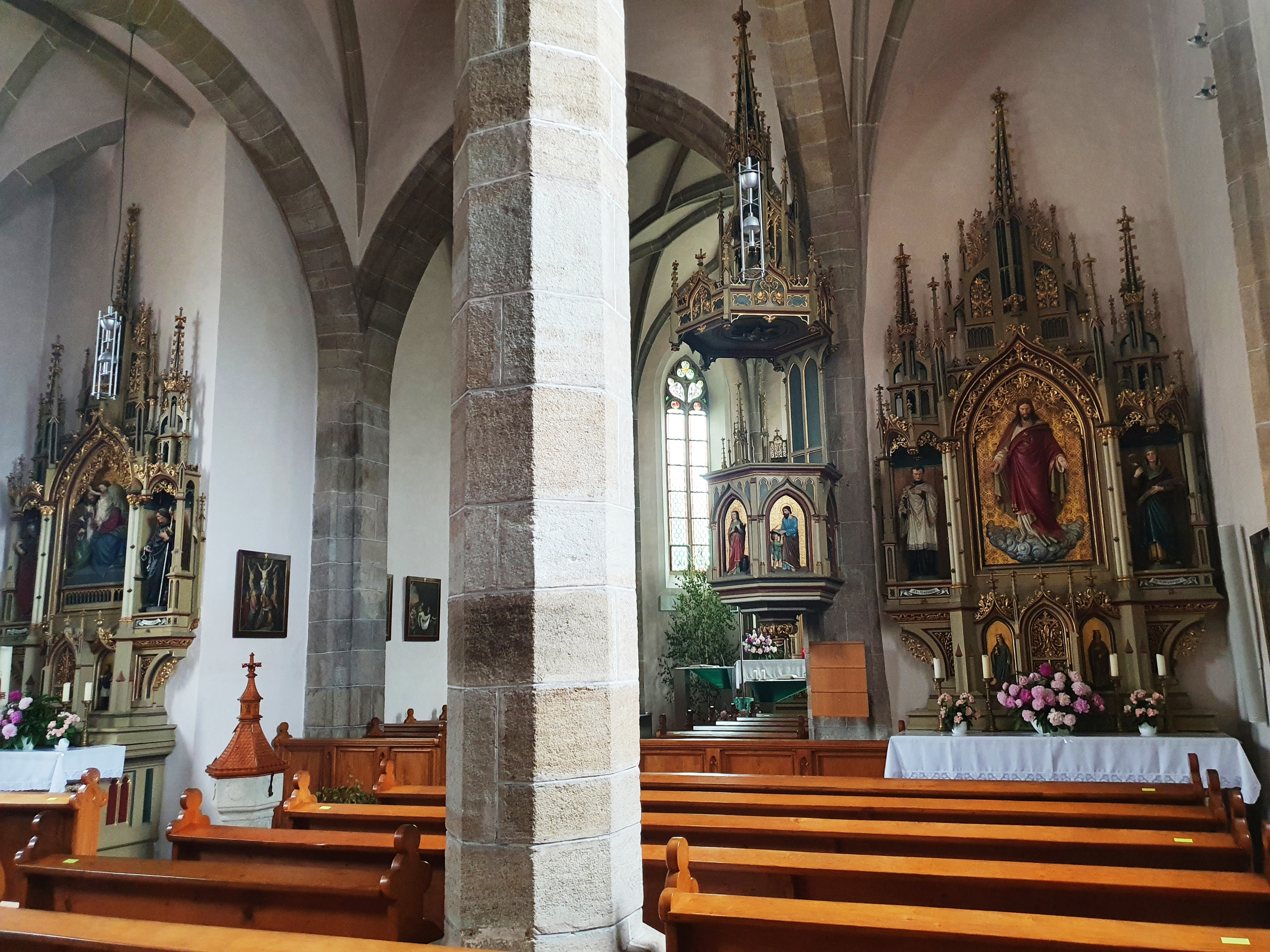
Seitenaltäre

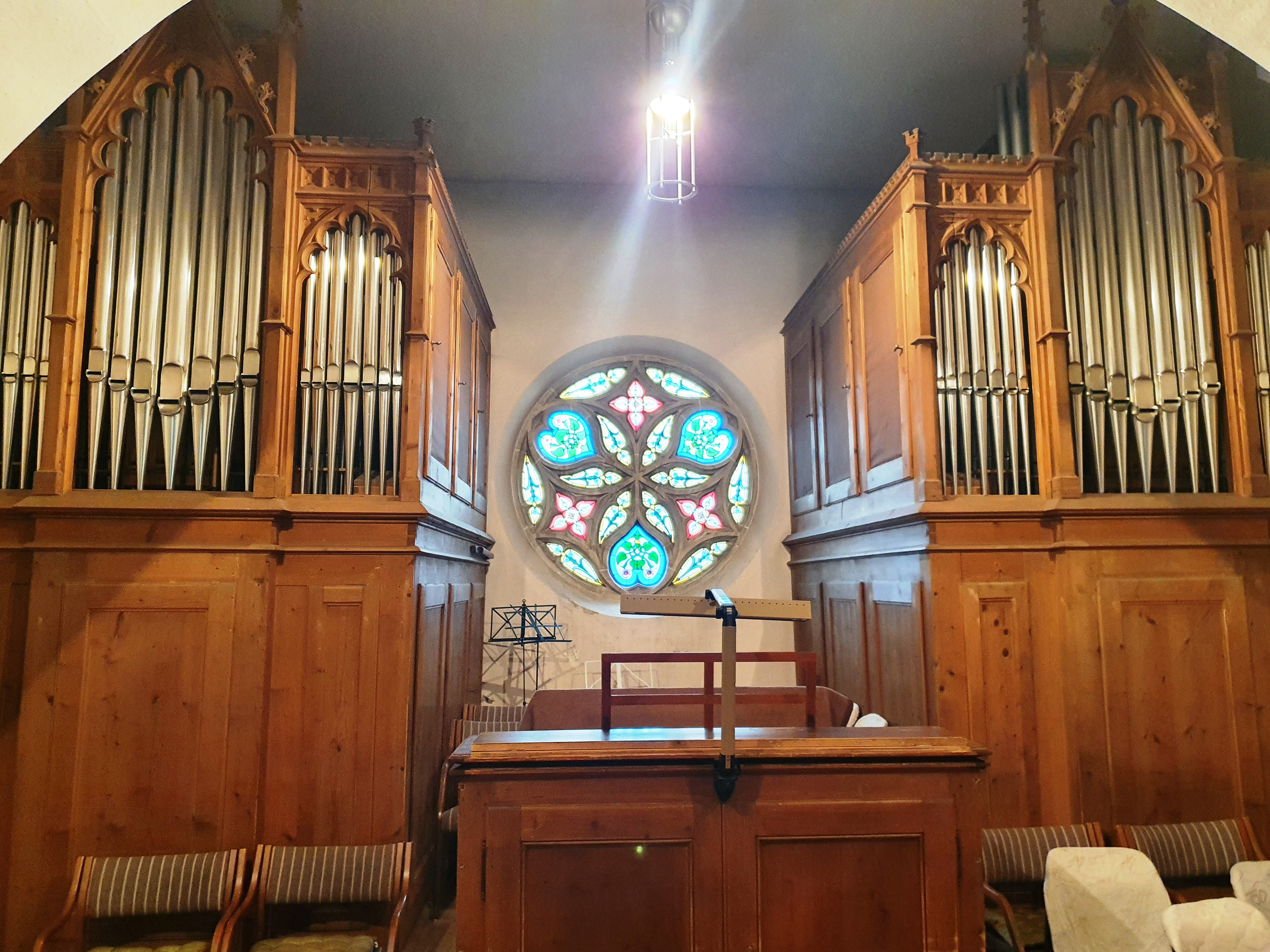
Breinbauer Orgel 1901

Die römisch-katholische Pfarrkirche St. Marienkirchen an der Polsenz mit dem Patrozinium Mariæ Himmelfahrt (15. August) steht im Ort St. Marienkirchen an der Polsenz in der Marktgemeinde St. Marienkirchen an der Polsenz im Bezirk Eferding in Oberösterreich. Seit dem 1. Jänner 2023 gehört St. Marienkirchen – dem Stift Sankt Florian inkorporiert – als eine von 10 Pfarrteilgemeinden zur Pfarre Eferdinger Land der Diözese Linz. Die Kirche steht unter Denkmalschutz.

## Geschichte
Eine Kirche wurde 1151 urkundlich genannt. Der gotische Kirchenbau hat einen Chor aus dem 15. Jahrhundert und ein Langhaus aus der Mitte des 16. Jahrhunderts.

## Architektur
Die im Kern gotische Kirche erscheint außen durch zahlreiche Anbauten verändert. Der eingezogene zweijochige Chor mit einem Netzrippengewölbe hat einen Fünfachtelschluss. Das dreischiffige dreijochige Langhaus ist eine Staffelhalle mit Netzrippengewölbe, wobei die Jochachsen im Mittelschiff und in den schmalen Seitenschiffen um eine halbe Jochbreite gegeneinander verschoben sind, wodurch die Mittelschiffpfeiler in der Achse der Langhausfenster liegen, womit weiters durch die große Spannweite der fast halbkreisförmigen Bogen zwischen den Schiffen ein weiträumiger Eindruck entsteht. Der gotische Turm im nördlichen Chorwinkel mit einer sternrippengewölbten Glockenstube wurde 1721 barock ausgebaut, wobei die ungewöhnliche Form des Helmes Jakob Prandtauer zugeschrieben wurde.

## Ausstattung
Die Einrichtung ist neugotisch (1871). Das spätgotische Kruzifix in der Beichtkapelle entstand um 1530. Die Ölberggruppe in der westlichen Vorhalle ist barock. Die Orgel stammt von Leopold Breinbauer aus 1901.